# Kodoku No Kakera
孤独のカケラ - Kodoku No Kakera es el sexto sencillo de Angela Aki, publicado el 23 de mayo de 2007. La canción fue usada por la serie de televisión Kodoku no Kake ~Itoshiki Hito yo~ como banda sonora, a partir del 12 de abril. Es el segundo sencillo de Angela que no tiene una versión especial con DVD, sólo se lanzó la edición normal.
La tercera canción se iba a llamar 孤独のカケラ (アンジェラによるピアノソロのインストゥルメンタル - Kodoku no Kakera (Sólo de piano, tocado por Angela), aunque se cambió por Solitude, siendo ambas la misma canción, sólo que con diferente nombre. 

## Lista de canciones[2]
1.- 孤独のカケラ - Kodoku No Kakera 
2.- 孤独のカケラ - Kodoku No Kakera (Piano versión)
3.- Solitude

## Posiciones en las listas de Oricon
Las ventas han sido bastante más bajas que singles anteriores, habiendo vendido 31.534 para el 16 de julio de 2007.
| Lun | Mar | Mie | Jue | Vie | Sab | Dom | Puesto semanal | Ventas |
| --- | --- | --- | --- | --- | --- | --- | -------------- | ------ |
| -   | 8   | 5   | 6   | 8   | 9   | 8   | 9              | 16,673 |
| 10  | 25  | 24  | 25  | 23  | 21  | 24  | 23             | 6,419  |
| 19  | 44  | 40  | 32  | 35  | 37  | 38  | 41             | 3,123  |
| 27  | 50  | -   | 45  | -   | 48  | 40  | ?              | x,xxx  |
| 43  | -   | -   | -   | 50  | -   | -   | ?              | x,xxx  |

Ventas totales: 31.534